# Seznam králů Rohanu

Pomyslná vlajka Eorlova rodu vládnoucího v Rohanském království zobrazující symbol země, tedy běžícího bílého koně na zeleném poli

Toto je seznam králů Rohanu ve fiktivním světě J. R. R. Tolkiena Středozemi.

## První řada

### Eorl Mladý
Eorl Mladý (vláda 2510 – 2545), syn vládce Éothedu Léoda, se narodil v roce 2485 T. v.. Poté, co jeho otec roku 2501 zemřel při pádu ze svého koně Felarófa, se Eorl ve svých šestnácti letech stal jeho nástupcem. Pro svůj nízký věk a mladistvé vzezření získal své přízvisko mladý. Když byl Gondor roku 2510 napaden skřety a Balchoty, povolal gondorský správce Cirion na pomoc Seveřany z Éothedu. Ti vedeni Eorlem vyrazili na svých koních na jih a v bitvě na polích Celebrantu se jim podařilo Balchoty rozdrtit. Za odměnu věnoval Cirion Seveřanům celý Calenardhon, kam Eorl odvedl většinu lidu ze severu. Eorlův lid si začal říkat Rohirové a svému novému domovu Rohan. Eorl, který se stal prvním rohanským králem se Cirionovi zavázal přísahou, v níž slíbil v případě nouze přispěchat Gondoru na pomoc, a touto přísahou zavázal i své potomky. Eorl pak vládl dalších 35 let, až do roku 2545, kdy padl na východě země v další bitvě s Balchoty. Nastoupil po něm jeho syn Brego.

### Brego
Eorlův syn Brego (vláda 2545 – 2570) se narodil v roce 2512 a na trůn nastoupil po smrti svého otce v roce 2545. Jeho významnými činy se stalo založení Edorasu a stavba Zlaté síně Meduseldu, která byla dokončena v roce 2569. Narodili se mu tři synové Baldor, Aldor a Éofor. Nejstarší Baldor na oslavě při dokončení Meduseldu prohlásil, že projde Stezkami mrtvých, avšak poté, co do nich sám vstoupil, ho již nikdo víckrát nespatřil. Král Brego zemřel žalem nad ztrátou syna a na trůn po něm nastoupil jeho druhý syn Aldor. Poslední ze synů Éofor založil vedlejší královskou linii z které pocházeli i Éomund a Éomer.

### Aldor Starý
Aldor Starý (vláda 2570 – 2645), který se narodil roku 2544, byl druhým Bregovým synem. Svého přízviska nabyl kvůli svému vysokému věku a rovněž proto, že panoval Rohanu dlouhých 75 let. Pod jeho vládou Rohan zesílil a Rohirům se podařilo vyhnat poslední Vrchovce, kteří zůstali na východ od řeky Želíz. Aldor měl tři dcery a syna Fréu, který otce po jeho smrti v roce 2645 vystřídal.

### Fréa
Fréa (vláda 2645 – 2659), syn krále Aldora Starého, se narodil roku 2570. Fréa měl tři starší sestry a svého otce na trůně nahradil až v pokročilém věku v roce 2645. Zemřel v 89 letech v roce 2659 a na trůn po něm nastoupil jeho syn Fréawine.

### Fréawin
Fréawin (vláda 2659 – 2680) se narodil roku 2594 a po smrti otce se stal pátým králem Rohanu. Za jeho vlády trval mír a Rohirové prosperovali. Zemřel roku 2680 a nastoupil po něm jeho syn Goldwin.

### Goldwin
Goldwin (vláda 2680 – 2699) se narodil roku 2619 a vládl po smrti svého otce Fréawina. Na trůně jej po jeho smrti v roce 2699 vystřídal Déor.

### Déor
Déor (vláda 2699 – 2718), který se narodil roku 2644, nastoupil na trůn jako sedmý král Rohanu v roce 2699. Za jeho panování vtrhli Vrchovci přes Želíz do země a roku 2710 obsadili opevněný Železný pas. Déora na trůnu vystřídal v roce 2718 jeho syn Gram.

### Gram
Gram (vláda 2718 – 2741) se narodil roku 2668 a zemřel roku 2741, kdy nastoupil na trůn Gramův syn Helm.

### Helm Kladivo
Helm Kladivo (vláda 2741 – 2759), syn Gramův, byl nejslavnějším králem Rohanu a posledním z první řady rohanských panovníků. Narodil se roku 2691 a králem se stal po smrti svého otce Grama v roce 2741. Dostal se do sporu se svým mocným příbuzným Frecou, který si brzy začal činit nároky na trůn. Král Helm jej v jednom sporu zabil ranou pěstí a jeho syna Wulfa s jeho nejbližšími příbuznými vykázal ze země. Rok 2758 byl pro Rohan rokem pohromy. Z východu do země vtrhli mocné síly Vrchovců vedené Wulfem. Ten rok byl Gondor napaden několika flotilami umbarských korzárů a tak Gondorští nemohli Rohanům přijít na pomoc. Navíc se část korzárů vylodila také v ústí Želíze a připojila se k nepřátelům Rohanu. Rohirové vedení králem Helmem byli poraženi a zatlačeni do hor. Většina přeživších včetně krále Helma se ukryla v pevnosti Hláska, která byla od té doby známa jako Helmův žleb. Wulf dobyl Edoras, při jehož obraně padnul i Helmův syn Haleth, usadil se v Meduseldu a začal se nazývat králem Rohanu. Dlouhá zima trvající od listopadu 2758 do března 2759 způsobila Rohirům i jejich nepřátelům obrovské ztráty. Obležení Helmova žlebu král Helm Kladivo nepřežil. S koncem zimy přišlo velké tání a synu Helmovy sestry Hildy Fréaláfovi se podařilo s několika věrnými překvapit a zabít Wulfa v Meduseldu a dobýt Edoras.

## Druhá řada

### Fréaláf Hildin
Fréaláf (vláda 2759 – 2798), syn Helmovy sestry Hildy, se narodil roku 2726. Po porážce Rohanu roku 2758 uprchnul s částí přeživších do Šeré brázdy, kde přečkal Dlouhou zimu, při níž zemřel jeho strýc král Helm Kladivo. Na jaře, když přišlo velké tání, sestoupil Fréaláf s malou skupinou bojovníků z Šeré brázdy, překvapil Wulfa v Meduseldu, zabil jej a podařilo se mu dobýt Edoras. S pomocí gondorských posil se mu podařilo do konce roku 2759 vyhnat Vrchovce z Rohanu a také ze Železného pasu, načež byl korunován rohanským králem. Začal tak druhou řadu rohanských panovníků. Za jeho vlády předal gondorský správce Beren klíče od Orthanku čaroději Sarumanovi, který se ve věži usadil a zuboženému rohanskému lidu pomáhal. Fréaláf zemřel roku 2798 a na trůně jej vystřídal jeho syn Brytta.

### Brytta Léofa
Brytta zvaný Léofa (Milý) (vláda 2798 – 2842) byl syn krále Fréaláfy. Narodil se roku 2752 a svého otce na trůnu nahradil po jeho smrti v roce 2798. Své přízvisko získal díky své štědrosti v časech nouze, které tehdy Rohan zažíval. Za jeho vlády se musela země potýkat se skřety, kteří po válce s trpaslíky prchali na jih do Bílých hor. Po jeho smrti v roce 2842 nastoupil na trůn jeho syn Walda.

### Walda
Walda (vláda 2842 – 2851), syn krále Brytty, se narodil roku 2780. Králem byl pouhých devět let, protože byl v roce 2851 ze zálohy přepaden a zabit skřety v horském průsmyku nedaleko Šeré brázdy. Waldu na trůně vystřídal jeho syn Folca.

### Folca
Folca (vláda 2851 – 2864), syn Waldův, byl třináctým králem Rohanu. Narodil se roku 2804 a později se proslavil jako velký lovec. Poté, co se mu podařilo zničit poslední skřetí tvrz na území Rohanu, se vydal na lov velkého kance v lese Firienu. Zemřel na zranění způsobené jeho kly.

### Folcwine
Folcwine (vláda 2864 – 2903), syn Folcův, se narodil roku 2830. Po smrti otce se stal králem a za jeho panování konečně došlo k obnovení síly Rohanu. Rohirové navíc znovu vyhnali Vrchovce ze západní Marky. Když byl Gondor od jihu napaden velkou přesilou Haradských, vyslal král Folcwine na pomoc gondorskému správci Túrinovi mnoho svých mužů. Do čela posil postavil své dva syny Folcreda a Fastreda, avšak oba bratři padli v bitvě v Ithilienu. Správce Túrin poslal rohanskému králi za smrt jeho synů bohatou odplatu ve zlatě. Folcwina na trůně nahradil po jeho smrti v roce 2903 jeho třetí syn Fengel.

### Fengel
Fengel (vláda 2903 – 2953), který se narodil jako třetí syn a čtvrté dítě krále Folcwina v roce 2870, se otcovým nástupcem stal po smrti obou starších bratrů v roce 2885. Vlády, která nebývá vzpomínána v dobrém, se chopil po smrti otce roku 2903. Jeho jediný syn Thengel, s kterým měl Fengel mnoho sporů, raději opustil zemi a uchýlil se do Gondoru, kde dobyl slávy ve službách správce Turgona.

### Thengel
Thengel (vláda 2953 – 2980), syn Fengela, se narodil roku 2905. Kvůli sporům se svým otcem opustil domov a odešel do Gondoru, kde vstoupil do služeb správce Turgona. Roku 2943 si vzal za ženu Morwen z Lossarnachu, s níž měl čtyři dcery a syna Théodena, který se později stal Thengelovým nástupcem. Thengelovou nejmladší dcerou byla krásná Théodwyn (matka Éomera). Po smrti svého otce Fengela roku 2953, byl Thengel svým lidem povolán zpátky do rodné země a korunován králem. Krátce po jeho návratu se Saruman prohlásil pánem Železného pasu a začal proti Rohanu vystupovat nepřátelsky.

### Théoden
Théoden (vláda 2980 – 3019), syn Thengelův, se narodil v Gondoru, kam se uchýlil jeho otec, roku 2948. Měl čtyři sestry, nejmladší z nich byla Théodwyn. Sedmnáctým rohanským králem se stal po smrti svého otce roku 2980. Za ženu si vzal Elfhildu, ta však zemřela při porodu jejich jediného syna Théodreda. Po smrti švagra Éomunda a milované sestry Théodwyn přijal Théoden do svého domu jejich osiřelé děti Éomera a Éowyn. Za Války o Prsten byl Théoden postupně ovládnut prostřednictvím svého zrádného rádce Grímy čarodějem Sarumanem. Poté, co králův syn Théodred padl v bitvě se Sarumanovými sluhy u brodů přes Želíz, stal se Théodenovým nástupcem jeho synovec Éomer. Moc nad královstvím však držel zrádný Gríma, jenž nechal Éomera vykázat ze země. Sarumanovo kouzlo dokázal z krále sejmout až teprve čaroděj Gandalf, načež Gríma z Edorasu uprchnul. Théoden dokázal před Sarumanem ubránit pevnost Hlásku, kam se podobně jako za Dlouhé zimy stáhla většina přeživšího rohanského lidu. Po porážce Sarumana vyrazil král Théoden se svými jezdci na pomoc napadenému Gondoru a získal slávu v největší bitvě třetího věku, v níž se spojencům podařilo zvítězit nad vojsky Temného pána Saurona. Théoden byl v boji smrtelně zraněn Pánem nazgûlů, jeho smrt však pomstila jeho neteř Éowyn.

## Třetí řada

### Éomer
Éomer (vláda 3019 T. v. – 63 Č. v.), syn vrchního maršála Marky Éomunda a sestry krále Théodena Théodwyn, se narodil v roce 2991. Po smrti otce Éomunda, který padl roku 3002 v boji se skřety nedaleko Emyn Muilu a matky Théodwyn, která zanedlouho po smrti manžela zemřela žalem, byli Éomer a jeho mladší sestra Éowyn vychováváni na královském dvoře u svého strýce. Éomer byl jmenován maršálem Marky a spravoval východ země. Když jeho bratranec Théodred padl v bitvě u brodů přes Želíz, stal se Éomer nástupcem svého strýce. Éomer se zúčastnil bitvy u Hlásky a následoval svého strýce do bitvy na Pelennorských polích, v níž král Théoden zahynul a Éomer byl po jeho smrti prohlášen králem. Následně vedl rohanské oddíly do bitvy u Černé brány a měl proto podíl na Sauronově konečné porážce. Spřátelil se s gondorským králem Elessarem a knížetem Imrahilem z Dol Amrothu, jehož dceru Lothíriel si roku 3019 vzal za ženu. Ve čtvrtém věku doprovázel Éomer krále Elessara do mnoha dalekých zemí a plnil Eorlovu přísahu dokud roku 63 Č. v. nezemřel. Králem se po Éomerově smrti stal jeho syn Elfwine.

### Elfwine
Elfwine (vláda 63 Č. v. – ?) byl synem krále Éomera a Lothíriel z Dol Amrothu. Narodil se v šťastných letech čtvrtého věku po porážce Saurona. Vlády se ujal po smrti otce v roce 63 Č. v..